# Golf von Lagonoy
Der Golf von Lagonoy ist eine große Meeresbucht im Südosten der Insel Luzon, auf den Philippinen. Sie ist eine Meeresausbuchtung im Südwesten der Philippinensee und erstreckt sich von der Ostküste der Bicol-Halbinsel, der Caramoan-Halbinsel bis zur Insel Catanduanes. Er wird im Süden durch die Inseln Rapu-Rapu, Batan, Cagraray und San Miuguel Island vom Golf von Albay getrennt.
Der Golf von Lagonoy gilt als eines der ergiebigsten Fischfanggebiete an der Ostküste der Philippinen. Er umfasst eine Fläche von 3.701 km² bei einer Tiefe von 800 bis 1.200 Metern. Die Küstenlinie des Golf von Lagonoy wird bestimmt durch eine Mischung aus Mangrovenwäldern, Sandstränden und ausgedehnten Marschgebieten, die bei Ebbe trockenfallen. Der Küstenlinie vorgelagert sind zahlreiche Korallenriffe, die eine Fläche von 170 km² umfassen. Seegraswiesen belegen eine Fläche von 83 km² und Mangrovenwälder belegen rund 6 km² an der Küstenlinie.